# Gyeongjong van Joseon
Koning Gyeongjong, geboren als Yi Yun, was de 20ste vorst die regeerde over de Joseondynastie in Korea.
In 1690, toen Gyeongjong op driejarige leeftijd werd aangewezen als troonopvolger, brak over zijn opvolging ruzie uit tussen de Noron-fractie en de Soron-fractie aan het hof van Joseon. De Noron-fractie prefereerde Gyeongjongs jongere halfbroer, prins Yeongin. Zij deden hun best om de Soron-fractie, die achter de koning stond, buiten de macht te houden.
Toen Gyeongjong overleed, nam zijn halfbroer de troon over en werd koning Yeongjo van Joseon.

## Volledige postume naam
- Koning Gyeongjong Gakgong Deokmun Ikmu Sunin Seonhyo de Grote van Korea
- 경종각공덕문익무순인선효대왕
- 景宗恪恭德文翼武純仁宣孝大王

- International Standard Name Identifier: 0000 0003 8269 7229
- Library of Congress Control Number: n86133470
- Système universitaire de documentation: 118679902
- Virtual International Authority File: 265682996
- WorldCat: E39PBJtxjDYWMgV7kYr7KTjQv3